# Альфред Тарський
Альфред Та́рський (14 січня 1901, Варшава — 26 жовтня 1983, Берклі) — видатний польсько-американський логік, математик, засновник формальної теорії істинності. Йому належить вагомий внесок у теорію моделей, у теорію понять, у розвиток алгебраїчних методів вивчення предикатів, у багатозначну логіку та інші розділи математичної логіки й основ математики. Він став засновником формальної семантики. У роботі «Поняття істини у формалізованих мовах» Тарський дав класичне визначення поняття істини для великої групи формалізованих мов. Йому належить ряд досліджень в галузі методології дедуктивних наук. Роботи Тарського з семантики й металогіки помітно вплинули на розвиток семіотики й слугували зразком застосування формальних методів для аналізу змістовних проблем і теорій. З 1939 — професор Гарвардського і Каліфорнійського університетів (США). Створив теорію семантичних моделей, сформулював дефініції низки понять, зокрема семантичну дефініцію істини для дедуктивних наук. Разом зі Стефаном Банахом розвивав дослідження з теорії ансамблів. Опублікував понад 150 робіт, включно з 9 книгами. Член Польської Академії наук і Національної Академії наук США.

## Життя
Альфред Тарський (Альфред Тайтельбаум) — народився у заможній родині польських євреїв Ігнаца Тайтельбаума і Рози Пруссак. Схильність до математики вперше проявилася в школі, проте в 1918 році він вступив до Варшавського університету з наміром вивчати біологію.
У 1918 році Польща, що залишалася до того під владою Російської імперії, стає незалежною державою, і Варшавський університет набуває столичного статусу. Представлений Яном Лукасевичем, Станіславом Лесневським і Вацлавом Серпінським, університет швидко виходить до світових лідерів за логікою, основами математики, філософії математики. Математичний талант Тарського був відкритий Лесневським. Пізніше під його керівництвом Тарський пише дисертацію, і в 1924 році отримує ступінь доктора філософії. При цьому він стає наймолодшим доктором за всю історію Варшавського університету.
У 1923 Альфред разом зі своїм братом Вацлавом приймають християнство і змінюють прізвище на «Тарський». Це прізвище було обрано, тому що воно було простим та не дуже поширеним. Тарський намагався не афішувати своє єврейське походження, так як ідентифікував себе як поляк, і прагнув бути сприйнятим таким.
Після захисту дисертації Тарський залишається працювати викладачем в університеті. За цей час він публікує серію робіт з логіки та теорії множин, що принесли йому визнання. У 1929 Тарський одружується з Марією Вітковською, з якою у них народжується двоє дітей: Інна і Ян.
У серпні 1939 він відбуває до США для участі в науковому конгресі, завдяки щасливому випадку якраз незадовго до вторгнення німецьких військ до Польщі. Ця обставина, очевидно, врятувала йому життя — за час війни майже всі члени його родини, що залишилися в Польщі, загинули від рук нацистів. Не маючи іншого вибору, окрім як залишитися в Сполучених Штатах, Тарський тимчасово влаштовується в Гарвардський університет, потім змінює ще кілька місць роботи в різних університетах Америки, поки не отримує в 1948 році професорську вакансію в Берклі, де  залишається працювати до самої смерті. Тут він створює свою знамениту школу і заслуговує серед учнів репутацію суворого і дуже вимогливого керівника.

## Внесок у математику
Великий вплив мали роботи Тарського в теорії множин. Одним з його перших результатів у цій області був відкритий у 1924 спільно з Банахом «Парадокс Банаха — Тарського». Парадокс зводився до наступного: з кулі в евклідовому просторі можна шляхом операцій розрізання та склеювання отримати дві таких самих кулі. Пояснення парадоксу полягає в тому, що поняття об'єму не може бути адекватно витлумачено для довільних множин. Парадокс мав велике значення для розвитку теорії міри.

## Школа Тарського
За своє життя Тарський підготував в цілому 24 студентів, які захистили ступінь доктора філософії під його керівництвом. Серед них є такі відомі імена: Андрій Мостовський, Джулія Робінсон, Соломон Феферман, Річард Монтегю, Роберт Воут, а також Джером Кейслер і Чен-Чунь Чен, — автори класичного твору «Теорія моделей» (1973) . Крім своїх безпосередніх студентів Тарський підтримував контакти з багатьма іншими вченими, і мав великий вплив на їх діяльність. Серед таких були: Альфред Лінденбаум, Дана Скотт, Леонард Гіллман.
Найважливішим досягненням школи, в галузі філософії, є Теорія істинності Тарського, 1933 рік.

## Висновок
Тарського визнано одним з чотирьох найвидатніших логіків всіх часів[джерело?]. Іншими трьома були: Арістотель, Фреге і Гедель. З цього переліку Тарський був найпрацьовитішим, бо лише зібрання його статей налічує 2500 сторінок, більшість з них з математики. Тарський вніс вагомий внесок у багато галузей математики, таких як: теорію множин, теорію міри, топологію, геометрію, класичну та універсальну алгебру, алгебраїчну логіку, різних галузей формальної логіки і метаматематики. Він створив аксіоми для «логічного наслідку». З цього всього можна зробити висновок, що Альфред Тарський дійсно був видатною особистістю і слугує нащадкам зразком для наслідування.

## Праці
- Тарский А. Введение в логику и методологию дедуктивных наук = Introduction to Logic and to the Methodology of Deductive Sciences. — М. : ИЛ, 1948. — 327 с.
- Tarski A. A decision method for elementary algebra and geometry. — RAND Corp, 1948.
- Tarski A. Cardinal Algebras. — Oxford University Press, 1949.
- Tarski A., Mostowski A., Robinson R. M. Undecidable Theories. — North-Holland, 1953.
- Tarski A. Ordinal Algebras. — North-Holland, 1956.
- Henkin L., Monk D., Tarski A. Cylindric Algebras. — North-Holland, 1971-1985.
- Tarski A., Givant S. A Formalization of Set Theory Without Variables. — American Mathematical Society, 1987.